# Phytomyza gilva
Phytomyza gilva är en tvåvingeart som beskrevs av Spencer 1971. Phytomyza gilva ingår i släktet Phytomyza och familjen minerarflugor. Inga underarter finns listade i Catalogue of Life.